# Cathorops manglarensis
Cathorops manglarensis es una especie de pez de la familia Ariidae en el orden de los Siluriformes.

## Morfología
• Los machos pueden llegar alcanzar los 19,5 cm de longitud total.

## Hábitat
Habita en aguas dulces y salobres y preferentemente los manglares y estuarios. Demersal bentopelágico.

## Distribución geográfica
Se encuentran en Sudamérica: Colombia, en el litoral Pacífico.